# امام زاده اکبر
امام زاده اکبر، روستایی از توابع بخش مرکزی شهرستان دهلران در استان ایلام ایران است.

## جمعیت
این روستا در دهستان اناران قرار دارد و براساس سرشماری مرکز آمار ایران در سال ۱۳۸۵، جمعیت آن زیر سه خانوار بوده‌است.